# Алунітові руди
Алунітові руди (рос. алунитовые руды, англ. alunite rock, нім. Aluniterze) — природні мінеральні утворення, що складаються з мінералу алуніту KaAl3[SO4]2(OH)6, силікатів та глинистих мінералів. Рудні тіла залягають у вигляді щільної кам'янистої або пух-кої глиноподібної маси чи конкрецій в каолінах. А.р. — продукт сольфатарної діяльності. В Україні родовища А.р. є на Закарпатті (Берегівський район). А.р. — комплексна сировина для одержання глинозему, калійно-сульфатних добрив, галунів.